# Női röplabdatorna a 2004. évi nyári olimpiai játékokon
A 2004. évi nyári olimpiai játékokon a női röplabdatornát augusztus 14. és 28. között rendezték. A tornán 12 nemzet csapata vett részt.

## Lebonyolítás
A 12 résztvevőt 2 darab 6 csapatos csoportba sorsolták. Körmérkőzések döntötték el a csoportok végeredményét. A csoportból az első négy helyezett jutott tovább az negyeddöntőbe, ahonnan egyenes kieséses rendszerben folytatódott a torna. A csoportok ötödik és hatodik helyezettjei kiestek.

## Csoportkör
| Színmagyarázat                                              |
| ----------------------------------------------------------- |
| A csoportok első négy helyezettje bejutott a negyeddöntőbe. |
| A csoportok ötödik és hatodik helyezettjei kiestek.         |

### A csoport
|                   |      | Mérkőzések | Mérkőzések | Szettek | Szettek | Szettek | Pontok | Pontok | Pontok |
| Csapat            | Pont | Gy         | V          | Sz+     | Sz–     | SzA     | P+     | P–     | PA     |
| ----------------- | ---- | ---------- | ---------- | ------- | ------- | ------- | ------ | ------ | ------ |
| Brazília (BRA)    | 10   | 5          | 0          | 15      | 2       | 7,500   | 410    | 326    | 1,258  |
| Olaszország (ITA) | 9    | 4          | 1          | 14      | 3       | 4,667   | 392    | 305    | 1,285  |
| Dél-Korea (KOR)   | 8    | 3          | 2          | 9       | 7       | 1,286   | 355    | 352    | 1,009  |
| Japán (JPN)       | 7    | 2          | 3          | 6       | 10      | 0,600   | 346    | 343    | 1,009  |
| Görögország (GRE) | 6    | 1          | 4          | 5       | 12      | 0,417   | 349    | 383    | 0,911  |
| Kenya (KEN)       | 5    | 0          | 5          | 0       | 15      | 0,000   | 236    | 379    | 0,623  |

| 2004. augusztus 14. 14:00 | Japán (JPN)                       | 0–3 | Brazília (BRA) | Béke és Barátság stadion, Pireusz Nézőszám: 2600 Játékvezető: Frank Leuthaeusser (GER), Patrick Rachard (FRA) |
| 2004. augusztus 14. 14:00 | (21–25, 22–25, 21–25) Jegyzőkönyv |     |                | Béke és Barátság stadion, Pireusz Nézőszám: 2600 Játékvezető: Frank Leuthaeusser (GER), Patrick Rachard (FRA) |

| 2004. augusztus 14. 16:00 | Görögország (GRE)                | 3–0 | Kenya (KEN) | Béke és Barátság stadion, Pireusz Nézőszám: 2650 Játékvezető: Patricia Salvatore (USA), Ibrahim Al-Naama (QAT) |
| 2004. augusztus 14. 16:00 | (25–7, 25–22, 25–14) Jegyzőkönyv |     |             | Béke és Barátság stadion, Pireusz Nézőszám: 2650 Játékvezető: Patricia Salvatore (USA), Ibrahim Al-Naama (QAT) |

| 2004. augusztus 14. 19:30 | Dél-Korea (KOR)                   | 0–3 | Olaszország (ITA) | Béke és Barátság stadion, Pireusz Nézőszám: 2200 Játékvezető: Fernando Nava (MEX), Francisco Medina Guzman (CUB) |
| 2004. augusztus 14. 19:30 | (17–25, 13–25, 19–25) Jegyzőkönyv |     |                   | Béke és Barátság stadion, Pireusz Nézőszám: 2200 Játékvezető: Fernando Nava (MEX), Francisco Medina Guzman (CUB) |

| 2004. augusztus 16. 09:00 | Kenya (KEN)                       | 3–0 | Brazília (BRA) | Béke és Barátság stadion, Pireusz Nézőszám: 500 Játékvezető: Karin Zahorcova (CZE), Umit Sokullu (TUR) |
| 2004. augusztus 16. 09:00 | (16–25, 27–29, 12–25) Jegyzőkönyv |     |                | Béke és Barátság stadion, Pireusz Nézőszám: 500 Játékvezető: Karin Zahorcova (CZE), Umit Sokullu (TUR) |

| 2004. augusztus 16. 14:00 | Olaszország (ITA)                 | 3–0 | Japán (JPN) | Béke és Barátság stadion, Pireusz Nézőszám: 2800 Játékvezető: Mahmoud Abdel Magid (EGY), Fernando Nava (MEX) |
| 2004. augusztus 16. 14:00 | (25–16, 25–13, 25–17) Jegyzőkönyv |     |             | Béke és Barátság stadion, Pireusz Nézőszám: 2800 Játékvezető: Mahmoud Abdel Magid (EGY), Fernando Nava (MEX) |

| 2004. augusztus 16. 16:00 | Görögország (GRE)                        | 1–3 | Dél-Korea (KOR) | Béke és Barátság stadion, Pireusz Nézőszám: 3000 Játékvezető: Juan Angel Pereyra (ARG), Francisco Medina Guzman (CUB) |
| 2004. augusztus 16. 16:00 | (25–20, 19–25, 15–25, 22–25) Jegyzőkönyv |     |                 | Béke és Barátság stadion, Pireusz Nézőszám: 3000 Játékvezető: Juan Angel Pereyra (ARG), Francisco Medina Guzman (CUB) |

| 2004. augusztus 18. 11:50 | Dél-Korea (KOR)                   | 3–0 | Kenya (KEN) | Béke és Barátság stadion, Pireusz Nézőszám: 750 Játékvezető: Dejan Jovanovic (SCG), Karin Zahorcova (CZE) |
| 2004. augusztus 18. 11:50 | (25–16, 25–20, 25–19) Jegyzőkönyv |     |             | Béke és Barátság stadion, Pireusz Nézőszám: 750 Játékvezető: Dejan Jovanovic (SCG), Karin Zahorcova (CZE) |

| 2004. augusztus 18. 16:35 | Japán (JPN)                              | 3–1 | Görögország (GRE) | Béke és Barátság stadion, Pireusz Nézőszám: 5850 Játékvezető: Francisco Medina Guzman (CUB), Valdir Dellaqua (BRA) |
| 2004. augusztus 18. 16:35 | (25–10, 20–25, 25–21, 25–22) Jegyzőkönyv |     |                   | Béke és Barátság stadion, Pireusz Nézőszám: 5850 Játékvezető: Francisco Medina Guzman (CUB), Valdir Dellaqua (BRA) |

| 2004. augusztus 18. 21:30 | Brazília (BRA)                                  | 3–2 | Olaszország (ITA) | Béke és Barátság stadion, Pireusz Nézőszám: 5300 Játékvezető: Patricia Salvatore (USA), Kun-Tae Kim (KOR) |
| 2004. augusztus 18. 21:30 | (19–25, 25–13, 22–25, 25–16, 15–13) Jegyzőkönyv |     |                   | Béke és Barátság stadion, Pireusz Nézőszám: 5300 Játékvezető: Patricia Salvatore (USA), Kun-Tae Kim (KOR) |

| 2004. augusztus 20. 14:00 | Dél-Korea (KOR)                   | 3–0 | Japán (JPN) | Béke és Barátság stadion, Pireusz Nézőszám: 6500 Játékvezető: Frank Leuthaeusser (GER), Patrick Rachard (FRA) |
| 2004. augusztus 20. 14:00 | (25–21, 26–24, 25–21) Jegyzőkönyv |     |             | Béke és Barátság stadion, Pireusz Nézőszám: 6500 Játékvezető: Frank Leuthaeusser (GER), Patrick Rachard (FRA) |

| 2004. augusztus 20. 16:00 | Görögország (GRE)                 | 0–3 | Brazília (BRA) | Béke és Barátság stadion, Pireusz Nézőszám: 8500 Játékvezető: Abdullah Al-Khelaifi (KSA), Fernando Nava (MEX) |
| 2004. augusztus 20. 16:00 | (22–25, 22–25, 11–25) Jegyzőkönyv |     |                | Béke és Barátság stadion, Pireusz Nézőszám: 8500 Játékvezető: Abdullah Al-Khelaifi (KSA), Fernando Nava (MEX) |

| 2004. augusztus 20. 19:30 | Kenya (KEN)                       | 0–3 | Olaszország (ITA) | Béke és Barátság stadion, Pireusz Nézőszám: 4290 Játékvezető: Francisco Medina Guzman (CUB), Patricia Salvatore (USA) |
| 2004. augusztus 20. 19:30 | (17–25, 13–25, 14–25) Jegyzőkönyv |     |                   | Béke és Barátság stadion, Pireusz Nézőszám: 4290 Játékvezető: Francisco Medina Guzman (CUB), Patricia Salvatore (USA) |

| 2004. augusztus 22. 11:00 | Japán (JPN)                      | 3–0 | Kenya (KEN) | Béke és Barátság stadion, Pireusz Nézőszám: 2800 Játékvezető: Georgios Karampetsos (GRE), Umit Sokullu (TUR) |
| 2004. augusztus 22. 11:00 | (25–8, 25–17, 25–14) Jegyzőkönyv |     |             | Béke és Barátság stadion, Pireusz Nézőszám: 2800 Játékvezető: Georgios Karampetsos (GRE), Umit Sokullu (TUR) |

| 2004. augusztus 22. 16:00 | Olaszország (ITA)                 | 3–0 | Görögország (GRE) | Béke és Barátság stadion, Pireusz Nézőszám: 9392 Játékvezető: Jarmo Salonen (FIN), Patrick Rachard (FRA) |
| 2004. augusztus 22. 16:00 | (25–19, 25–19, 25–22) Jegyzőkönyv |     |                   | Béke és Barátság stadion, Pireusz Nézőszám: 9392 Játékvezető: Jarmo Salonen (FIN), Patrick Rachard (FRA) |

| 2004. augusztus 22. 19:30 | Brazília (BRA)                    | 3–0 | Dél-Korea (KOR) | Béke és Barátság stadion, Pireusz Nézőszám: 8020 Játékvezető: Dejan Jovanovic (SCG), Karin Zahorcova (CZE) |
| 2004. augusztus 22. 19:30 | (25–19, 25–18, 25–23) Jegyzőkönyv |     |                 | Béke és Barátság stadion, Pireusz Nézőszám: 8020 Játékvezető: Dejan Jovanovic (SCG), Karin Zahorcova (CZE) |

### B csoport
|                             |      | Mérkőzések | Mérkőzések | Szettek | Szettek | Szettek | Pontok | Pontok | Pontok |
| Csapat                      | Pont | Gy         | V          | Sz+     | Sz–     | SzA     | P+     | P–     | PA     |
| --------------------------- | ---- | ---------- | ---------- | ------- | ------- | ------- | ------ | ------ | ------ |
| Kína (CHN)                  | 9    | 4          | 1          | 14      | 4       | 3,500   | 429    | 346    | 1,240  |
| Oroszország (RUS)           | 8    | 3          | 2          | 11      | 8       | 1,375   | 426    | 388    | 1,098  |
| Kuba (CUB)                  | 8    | 3          | 2          | 11      | 10      | 1,100   | 443    | 460    | 0,963  |
| Egyesült Államok (USA)      | 7    | 2          | 3          | 11      | 10      | 1,100   | 472    | 467    | 1,011  |
| Németország (GER)           | 7    | 2          | 3          | 7       | 11      | 0,636   | 387    | 414    | 0,935  |
| Dominikai Köztársaság (DOM) | 6    | 1          | 4          | 3       | 14      | 0,214   | 334    | 416    | 0,803  |

| 2004. augusztus 14. 09:00 | Kuba (CUB)                                      | 2–3 | Németország (GER) | Béke és Barátság stadion, Pireusz Nézőszám: 1100 Játékvezető: Hiroyuki Ito (JPN), Abdullah Al-Khelaifi (KSA) |
| 2004. augusztus 14. 09:00 | (25–22, 26–24, 22–25, 15–25, 15–17) Jegyzőkönyv |     |                   | Béke és Barátság stadion, Pireusz Nézőszám: 1100 Játékvezető: Hiroyuki Ito (JPN), Abdullah Al-Khelaifi (KSA) |

| 2004. augusztus 14. 11:35 | Dominikai Köztársaság (DOM)       | 3–0 | Oroszország (RUS) | Béke és Barátság stadion, Pireusz Nézőszám: 1100 Játékvezető: Juan Angel Pereyra (ARG), Mahmoud Abdel Magid (EGY) |
| 2004. augusztus 14. 11:35 | (17–25, 13–25, 16–25) Jegyzőkönyv |     |                   | Béke és Barátság stadion, Pireusz Nézőszám: 1100 Játékvezető: Juan Angel Pereyra (ARG), Mahmoud Abdel Magid (EGY) |

| 2004. augusztus 14. 21:30 | Kína (CHN)                               | 3–1 | Egyesült Államok (USA) | Béke és Barátság stadion, Pireusz Nézőszám: 2300 Játékvezető: Jarmo Salonen (FIN), Fotios Lekkas (GRE) |
| 2004. augusztus 14. 21:30 | (25–21, 23–25, 25–22, 25–18) Jegyzőkönyv |     |                        | Béke és Barátság stadion, Pireusz Nézőszám: 2300 Játékvezető: Jarmo Salonen (FIN), Fotios Lekkas (GRE) |

| 2004. augusztus 16. 11:00 | Kína (CHN)                        | 3–0 | Dominikai Köztársaság (DOM) | Béke és Barátság stadion, Pireusz Nézőszám: 474 Játékvezető: Fotios Lekkas (GRE), Jarmo Salonen (FIN) |
| 2004. augusztus 16. 11:00 | (25–20, 25–16, 25–16) Jegyzőkönyv |     |                             | Béke és Barátság stadion, Pireusz Nézőszám: 474 Játékvezető: Fotios Lekkas (GRE), Jarmo Salonen (FIN) |

| 2004. augusztus 16. 19:30 | Egyesült Államok (USA)                   | 3–1 | Németország (GER) | Béke és Barátság stadion, Pireusz Nézőszám: 2800 Játékvezető: Hiroyuki Ito (JPN), Ibrahim Al-Naama (QAT) |
| 2004. augusztus 16. 19:30 | (25–22, 25–22, 22–25, 27–25) Jegyzőkönyv |     |                   | Béke és Barátság stadion, Pireusz Nézőszám: 2800 Játékvezető: Hiroyuki Ito (JPN), Ibrahim Al-Naama (QAT) |

| 2004. augusztus 16. 22:05 | Oroszország (RUS)                               | 2–3 | Kuba (CUB) | Béke és Barátság stadion, Pireusz Nézőszám: 2900 Játékvezető: Kun-Tae Kim (KOR), Valdir Dellaqua (BRA) |
| 2004. augusztus 16. 22:05 | (24–26, 25–19, 27–25, 19–25, 13–15) Jegyzőkönyv |     |            | Béke és Barátság stadion, Pireusz Nézőszám: 2900 Játékvezető: Kun-Tae Kim (KOR), Valdir Dellaqua (BRA) |

| 2004. augusztus 18. 09:00 | Dominikai Köztársaság (DOM)                     | 3–2 | Egyesült Államok (USA) | Béke és Barátság stadion, Pireusz Nézőszám: 750 Játékvezető: Ryszard Dietrich (POL), Fotios Lekkas (GRE) |
| 2004. augusztus 18. 09:00 | (26–24, 22–25, 27–25, 23–25, 19–17) Jegyzőkönyv |     |                        | Béke és Barátság stadion, Pireusz Nézőszám: 750 Játékvezető: Ryszard Dietrich (POL), Fotios Lekkas (GRE) |

| 2004. augusztus 18. 14:00 | Kuba (CUB)                                      | 3–2 | Kína (CHN) | Béke és Barátság stadion, Pireusz Nézőszám: 4300 Játékvezető: Patrick Rachard (FRA), Umit Sokullu (TUR) |
| 2004. augusztus 18. 14:00 | (25–19, 22–25, 15–25, 25–21, 15–13) Jegyzőkönyv |     |            | Béke és Barátság stadion, Pireusz Nézőszám: 4300 Játékvezető: Patrick Rachard (FRA), Umit Sokullu (TUR) |

| 2004. augusztus 18. 19:30 | Németország (GER)                 | 3–0 | Oroszország (RUS) | Béke és Barátság stadion, Pireusz Nézőszám: 5300 Játékvezető: Hóbor Béla (HUN), Georgios Karampetsos (GRE) |
| 2004. augusztus 18. 19:30 | (29–31, 11–25, 18–25) Jegyzőkönyv |     |                   | Béke és Barátság stadion, Pireusz Nézőszám: 5300 Játékvezető: Hóbor Béla (HUN), Georgios Karampetsos (GRE) |

| 2004. augusztus 20. 09:00 | Kína (CHN)                        | 3–0 | Németország (GER) | Béke és Barátság stadion, Pireusz Nézőszám: 1630 Játékvezető: Valdir Dellaqua (BRA), Mahmoud Abdel Magid (EGY) |
| 2004. augusztus 20. 09:00 | (25–18, 25–15, 25–16) Jegyzőkönyv |     |                   | Béke és Barátság stadion, Pireusz Nézőszám: 1630 Játékvezető: Valdir Dellaqua (BRA), Mahmoud Abdel Magid (EGY) |

| 2004. augusztus 20. 11:00 | Dominikai Köztársaság (DOM)       | 0–3 | Kuba (CUB) | Béke és Barátság stadion, Pireusz Nézőszám: 2323 Játékvezető: Karin Zahorcova (CZE), Georgios Karampetsos (GRE) |
| 2004. augusztus 20. 11:00 | (23–25, 17–25, 23–25) Jegyzőkönyv |     |            | Béke és Barátság stadion, Pireusz Nézőszám: 2323 Játékvezető: Karin Zahorcova (CZE), Georgios Karampetsos (GRE) |

| 2004. augusztus 20. 21:30 | Egyesült Államok (USA)                          | 2–3 | Oroszország (RUS) | Béke és Barátság stadion, Pireusz Nézőszám: 4473 Játékvezető: Kun-Tae Kim (KOR), Hiroyuki Ito (JPN) |
| 2004. augusztus 20. 21:30 | (25–20, 17–25, 25–20, 18–25, 11–15) Jegyzőkönyv |     |                   | Béke és Barátság stadion, Pireusz Nézőszám: 4473 Játékvezető: Kun-Tae Kim (KOR), Hiroyuki Ito (JPN) |

| 2004. augusztus 22. 09:00 | Németország (GER)                 | 3–0 | Dominikai Köztársaság (DOM) | Béke és Barátság stadion, Pireusz Nézőszám: 2300 Játékvezető: Valdir Dellaqua (BRA), Mahmoud Abdel Magid (EGY) |
| 2004. augusztus 22. 09:00 | (25–16, 25–19, 25–21) Jegyzőkönyv |     |                             | Béke és Barátság stadion, Pireusz Nézőszám: 2300 Játékvezető: Valdir Dellaqua (BRA), Mahmoud Abdel Magid (EGY) |

| 2004. augusztus 22. 14:00 | Oroszország (RUS)                 | 0–3 | Kína (CHN) | Béke és Barátság stadion, Pireusz Nézőszám: 6320 Játékvezető: Juan Angel Pereyra (ARG), Patricia Salvatore (USA) |
| 2004. augusztus 22. 14:00 | (15–25, 16–25, 26–28) Jegyzőkönyv |     |            | Béke és Barátság stadion, Pireusz Nézőszám: 6320 Játékvezető: Juan Angel Pereyra (ARG), Patricia Salvatore (USA) |

| 2004. augusztus 22. 21:30 | Kuba (CUB)                        | 0–3 | Egyesült Államok (USA) | Béke és Barátság stadion, Pireusz Nézőszám: 7540 Játékvezető: Luciano Gaspari (ITA), Ryszard Dietrich (POL) |
| 2004. augusztus 22. 21:30 | (22–25, 12–25, 19–25) Jegyzőkönyv |     |                        | Béke és Barátság stadion, Pireusz Nézőszám: 7540 Játékvezető: Luciano Gaspari (ITA), Ryszard Dietrich (POL) |

## Egyenes kieséses szakasz
|  |               |                        |                   |                   |   |                   |                   |                |                |               |               |       |       |
|  | Negyeddöntők  | Negyeddöntők           | Negyeddöntők      |                   |   | Elődöntők         | Elődöntők         | Elődöntők      |                |               | Döntő         | Döntő | Döntő |
|  | Negyeddöntők  | Negyeddöntők           | Negyeddöntők      |                   |   | Elődöntők         | Elődöntők         | Elődöntők      |                |               | Döntő         | Döntő | Döntő |
|  | augusztus 24. |                        |                   |                   |   |                   |                   |                |                |               |               |       |       |
|  |               |                        |                   |                   |   |                   |                   |                |                |               |               |       |       |
|  | A1            | Brazília (BRA)         | 3                 |                   |   |                   |                   |                |                |               |               |       |       |
|  | A1            | Brazília (BRA)         | 3                 | augusztus 26.     |   |                   |                   |                |                |               |               |       |       |
|  | B4            | Egyesült Államok (USA) | 2                 |                   |   |                   |                   |                |                |               |               |       |       |
|  | B4            | Egyesült Államok (USA) | 2                 |                   |   | Brazília (BRA)    | Brazília (BRA)    | 2              |                |               |               |       |       |
|  | augusztus 24. |                        |                   |                   |   | Brazília (BRA)    | Brazília (BRA)    | 2              |                |               |               |       |       |
|  |               |                        | Oroszország (RUS) | Oroszország (RUS) | 3 |                   |                   |                |                |               |               |       |       |
|  | A3            | Dél-Korea (KOR)        | Oroszország (RUS) | Oroszország (RUS) | 3 | 0                 |                   |                |                |               |               |       |       |
|  | A3            | Dél-Korea (KOR)        |                   |                   |   | 0                 | augusztus 28.     |                |                |               |               |       |       |
|  | B2            | Oroszország (RUS)      | 3                 |                   |   |                   |                   |                |                |               |               |       |       |
|  | B2            | Oroszország (RUS)      | 3                 |                   |   | Oroszország (RUS) | Oroszország (RUS) | 2              |                |               |               |       |       |
|  | augusztus 24. |                        |                   |                   |   | Oroszország (RUS) | Oroszország (RUS) | 2              |                |               |               |       |       |
|  |               |                        | Kína (CHN)        | Kína (CHN)        | 3 |                   |                   |                |                |               |               |       |       |
|  | A2            | Olaszország (ITA)      | Kína (CHN)        | Kína (CHN)        | 3 | 2                 |                   |                |                |               |               |       |       |
|  | A2            | Olaszország (ITA)      | augusztus 26.     |                   |   | 2                 |                   |                |                |               |               |       |       |
|  | B3            | Kuba (CUB)             | 3                 |                   |   |                   |                   |                |                |               |               |       |       |
|  | B3            | Kuba (CUB)             | 3                 |                   |   | Kuba (CUB)        | Kuba (CUB)        | 2              | Bronzmérkőzés  | Bronzmérkőzés | Bronzmérkőzés |       |       |
|  | augusztus 24. |                        |                   |                   |   | Kuba (CUB)        | Kuba (CUB)        | 2              | Bronzmérkőzés  | Bronzmérkőzés | Bronzmérkőzés |       |       |
|  |               |                        | Kína (CHN)        | Kína (CHN)        | 3 |                   |                   | augusztus 28.  | augusztus 28.  | augusztus 28. |               |       |       |
|  | A4            | Japán (JPN)            | Kína (CHN)        | Kína (CHN)        | 3 | 0                 |                   | augusztus 28.  | augusztus 28.  | augusztus 28. |               |       |       |
|  | A4            | Japán (JPN)            |                   |                   |   |                   |                   | Brazília (BRA) | Brazília (BRA) | 1             |               |       |       |
|  | B1            | Kína (CHN)             | 3                 |                   |   |                   |                   | Brazília (BRA) | Brazília (BRA) | 1             |               |       |       |
|  | B1            | Kína (CHN)             | 3                 |                   |   | Kuba (CUB)        | Kuba (CUB)        | 3              |                |               |               |       |       |
|  |               |                        |                   |                   |   | Kuba (CUB)        | Kuba (CUB)        | 3              |                |               |               |       |       |

### Negyeddöntők
| 2004. augusztus 24. 14:00 | Japán (JPN)                       | 0–3 | Kína (CHN) | Béke és Barátság stadion, Pireusz Nézőszám: 3520 Játékvezető: Abdullah Al-Khelaifi (KSA), Georgios Karampetsos (GRE) |
| 2004. augusztus 24. 14:00 | (20–25, 22–25, 20–25) Jegyzőkönyv |     |            | Béke és Barátság stadion, Pireusz Nézőszám: 3520 Játékvezető: Abdullah Al-Khelaifi (KSA), Georgios Karampetsos (GRE) |

| 2004. augusztus 24. 16:00 | Dél-Korea (KOR)                   | 0–3 | Oroszország (RUS) | Béke és Barátság stadion, Pireusz Nézőszám: 2780 Játékvezető: Fernando Nava (MEX), Francisco Medina Guzman (CUB) |
| 2004. augusztus 24. 16:00 | (17–25, 15–25, 22–25) Jegyzőkönyv |     |                   | Béke és Barátság stadion, Pireusz Nézőszám: 2780 Játékvezető: Fernando Nava (MEX), Francisco Medina Guzman (CUB) |

| 2004. augusztus 24. 19:30 | Olaszország (ITA)                               | 3–2 | Kuba (CUB) | Béke és Barátság stadion, Pireusz Nézőszám: 7680 Játékvezető: Juan Angel Pereyra (ARG), Mahmoud Abdel Magid (EGY) |
| 2004. augusztus 24. 19:30 | (23–25, 25–14, 25–22, 14–25, 12–15) Jegyzőkönyv |     |            | Béke és Barátság stadion, Pireusz Nézőszám: 7680 Játékvezető: Juan Angel Pereyra (ARG), Mahmoud Abdel Magid (EGY) |

| 2004. augusztus 24. 21:55 | Brazília (BRA)                                 | 3–2 | Egyesült Államok (USA) | Béke és Barátság stadion, Pireusz Nézőszám: 8150 Játékvezető: Patrick Rachard (FRA), Fotios Lekkas (GRE) |
| 2004. augusztus 24. 21:55 | (25–22, 25–20, 22–25, 25–27, 15–6) Jegyzőkönyv |     |                        | Béke és Barátság stadion, Pireusz Nézőszám: 8150 Játékvezető: Patrick Rachard (FRA), Fotios Lekkas (GRE) |

### Elődöntők
| 2004. augusztus 26. 19:30 | Brazília (BRA)                                  | 2–3 | Oroszország (RUS) | Béke és Barátság stadion, Pireusz Nézőszám: 8150 Játékvezető: Kun-Tae Kim (KOR), Hiroyuki Ito (JPN) |
| 2004. augusztus 26. 19:30 | (25–18, 25–21, 22–25, 26–28, 14–16) Jegyzőkönyv |     |                   | Béke és Barátság stadion, Pireusz Nézőszám: 8150 Játékvezető: Kun-Tae Kim (KOR), Hiroyuki Ito (JPN) |

| 2004. augusztus 26. 22:15 | Kuba (CUB)                                      | 2–3 | Kína (CHN) | Béke és Barátság stadion, Pireusz Nézőszám: 5120 Játékvezető: Luciano Gaspari (ITA), Dejan Jovanovic (SCG) |
| 2004. augusztus 26. 22:15 | (22–25, 20–25, 25–17, 25–23, 10–15) Jegyzőkönyv |     |            | Béke és Barátság stadion, Pireusz Nézőszám: 5120 Játékvezető: Luciano Gaspari (ITA), Dejan Jovanovic (SCG) |

### Bronzmérkőzés
| 2004. augusztus 28. 18:00 | Brazília (BRA)                           | 1–3 | Kuba (CUB) | Béke és Barátság stadion, Pireusz Nézőszám: 4200 Játékvezető: Jarmo Salonen (FIN), Ryszard Dietrich (POL) |
| 2004. augusztus 28. 18:00 | (22–25, 22–25, 25–14, 17–25) Jegyzőkönyv |     |            | Béke és Barátság stadion, Pireusz Nézőszám: 4200 Játékvezető: Jarmo Salonen (FIN), Ryszard Dietrich (POL) |

### Döntő
| 2004. augusztus 28. 20:10 | Oroszország (RUS)                               | 2–3 | Kína (CHN) | Béke és Barátság stadion, Pireusz Nézőszám: 4242 Játékvezető: Juan Angel Pereyra (ARG), Patricia Salvatore (USA) |
| 2004. augusztus 28. 20:10 | (30–28, 27–25, 20–25, 23–25, 12–15) Jegyzőkönyv |     |            | Béke és Barátság stadion, Pireusz Nézőszám: 4242 Játékvezető: Juan Angel Pereyra (ARG), Patricia Salvatore (USA) |

| A 2004. évi nyári olimpiai játékok női röplabdatornájának olimpiai bajnoka |
| · KÍNA · 2. cím                                                            |
| -------------------------------------------------------------------------- |

## Végeredmény
|          |                             |      | Mérkőzések | Mérkőzések | Szettek | Szettek | Szettek | Pontok | Pontok | Pontok |
| Helyezés | Csapat                      | Pont | Gy         | V          | Sz+     | Sz–     | SzA     | P+     | P–     | PA     |
| -------- | --------------------------- | ---- | ---------- | ---------- | ------- | ------- | ------- | ------ | ------ | ------ |
| Arany    | Kína (CHN)                  | 15   | 7          | 1          | 23      | 8       | 2,875   | 727    | 622    | 1,169  |
| Ezüst    | Oroszország (RUS)           | 13   | 5          | 3          | 19      | 13      | 1,462   | 721    | 672    | 1,073  |
| Bronz    | Kuba (CUB)                  | 13   | 5          | 3          | 19      | 16      | 1,188   | 735    | 750    | 0,980  |
| 4.       | Brazília (BRA)              | 14   | 6          | 2          | 21      | 10      | 2,100   | 720    | 623    | 1,156  |
|          |                             |      |            |            |         |         |         |        |        |        |
| 5.       | Olaszország (ITA)           | 10   | 4          | 2          | 16      | 6       | 2,667   | 491    | 406    | 1,209  |
| 6.       | Dél-Korea (KOR)             | 9    | 3          | 3          | 9       | 10      | 0,900   | 409    | 427    | 0,958  |
| 7.       | Egyesült Államok (USA)      | 8    | 2          | 4          | 13      | 13      | 1,000   | 572    | 579    | 0,988  |
| 8.       | Japán (JPN)                 | 8    | 2          | 4          | 6       | 13      | 0,462   | 408    | 418    | 0,976  |
|          |                             |      |            |            |         |         |         |        |        |        |
| 9.       | Németország (GER)           | 7    | 2          | 3          | 7       | 11      | 0,636   | 387    | 414    | 0,935  |
| 10.      | Görögország (GRE)           | 6    | 1          | 4          | 5       | 12      | 0,417   | 349    | 383    | 0,911  |
| 11.      | Dominikai Köztársaság (DOM) | 6    | 1          | 4          | 3       | 14      | 0,214   | 334    | 416    | 0,803  |
| 12.      | Kenya (KEN)                 | 5    | 0          | 5          | 0       | 15      | 0,000   | 236    | 379    | 0,623  |